# Уа
Уа (фр. Houat, брет. Enez Houad) — французский остров у южного побережья Бретани. Административно является коммуной относящейся к департаменту Морбиан. Он находится вместе с двумя другими крупными островами на входе в бухту Киберон. Остров Оэдик называют «сестрой-близняшкой» острова Уа. Население острова по данным 2009 года составляет 255 человек.
На этом острове происходит действие в новелле Йена Пирса «Портрет».

## География
Остров имеет 5 километров в длину и 1,5 километра в ширину в самом широком месте. Основная форма рельефа — гранитные утёсы за исключением Лонг-Бич на восточном побережье, выровненного дюнами.